# Piragua

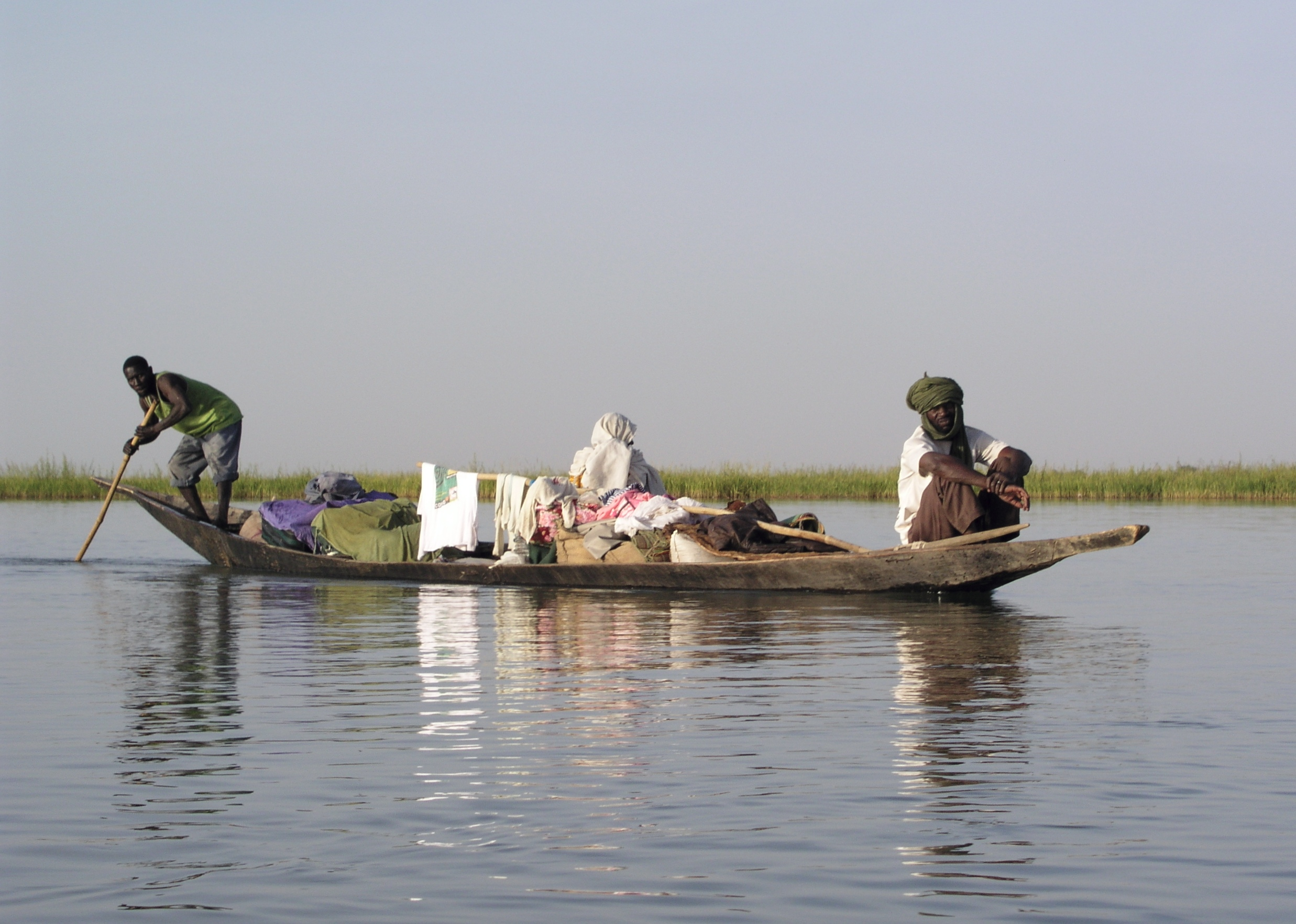
Una piragua sobre el río Níger, en Mali.

Una piragua es cualquier embarcación tripulada por uno o varios individuos que se impulsan por medio de palas o remos que no van fijados, ligados o unidos a la propia embarcación, sino solo en las manos de quien la maneja. Además, en las piraguas se navega de frente, a diferencia de otros tipos de embarcaciones de remo.
El término piragua, según la Real Federación Española de Piragüismo, engloba a la canoa, el kayak, el surf ski, el canoraft, el hidrospeed (aunque ésta en realidad se aletea en vez de palear y se emplea como auxiliar de flotación y como escudo de protección en vez subirse a ella, que se hace parcial y ocasionalmente). Incluso podrían incluirse la balsa, la almadía, nabata o rai empleada en los Pirineos para el transporte de troncos.